# Niemiecka Afryka Wschodnia
Niemiecka Afryka Wschodnia (niem. Deutsch-Ostafrika) – niemiecka kolonia w środkowo-wschodniej Afryce obejmująca Tanganikę, Rwandę i Burundi. Większość tego obszaru należy obecnie do Tanzanii. Kolonia zajmowała obszar ok. 994 tys. km².
Początki kolonii wiążą się z osobą Carla Petersa, który był założycielem Niemieckiej Spółki Wschodnioafrykańskiej. Peters podpisał kilka traktatów z lokalnymi wodzami plemiennymi na obszarze Zanzibaru. 3 marca 1885 r. Niemcy ogłosiły, że Peters miał pełnomocnictwa rządowe, a nie prywatne. Krok taki był podyktowany chęcią utworzenia protektoratu w tym rejonie. We wschodniej Afryce zaroiło się od niemieckich specjalistów, którzy dotarli na południu do rzeki Rufidżi, a na północy do Witu.
Gdy sułtan Zanzibaru wystosował oficjalny protest przeciwko tym działaniom, Otto von Bismarck polecił wysłać do wybrzeży Afryki Wschodniej 5 okrętów wojennych, które ostrzelały pałac sułtański. W rezultacie tej akcji Brytyjczycy zgodzili się na podział stref wpływów, a sułtan ustąpił.
Niemcy opanowali: Bagamoyo, Dar es Salaam i Kilwę. Powstanie Bushiri, które zaczęło się w 1888, zostało stłumione z brytyjską pomocą w następnym roku. W 1890 porozumienie brytyjsko-niemieckie doprowadziło do przyznania Niemcom Helgolandu (w zamian za zrezygnowanie z Zanzibaru) oraz do ścisłego określenia granic posiadłości niemieckich we wschodniej Afryce (przy czym błędnie wytyczone granice istniały do 1910).
Sytuacja w nowej posiadłości cesarstwa od początku była niestabilna. Pierwsze antyniemieckie powstanie tubylców wybuchło niecałe 3 lata po ogłoszeniu kolonii. Mocno napiętą sytuację pogarszała stosowana z polecenia Berlina polityka eksploatowania tego rejonu, której celem było wyciśnięcie z tej ziemi wszystkiego, co tylko się da, byle osiągnąć zysk. Tubylców zmuszano do opuszczania swoich pierwotnych terenów łowieckich, uciskano wysokimi podatkami oraz pracą przymusową w kopalniach, na plantacjach i przy budowie kolei. Pomiędzy 1891 a 1894 ludy Hehe, prowadzone przez wodza Mkwawę, stawiały opór niemieckiej ekspansji, ale zostały pokonane dzięki pomocy innych plemion, które sprzyjały najeźdźcom (Mkwawa po krótkim okresie wojny partyzanckiej został osaczony i w 1898 popełnił samobójstwo).
Niemcy w nowej kolonii byli nieliczni i musieli polegać na wsparciu lokalnych wodzów, którzy pomagali im utrzymywać porządek, pobierać podatki i zakładać plantacje bawełny, kawy i sezamu.
W 1905 miało miejsce powstanie Maji-Maji, które zostało stłumione przez hrabiego Gustava Adolfa von Götzena. Niedługo potem wybuchła afera związana z korupcją i brutalnością władz kolonii. Dlatego też w 1907 do kolonii z polecenia kanclerza Rzeszy Bernharda von Bülowa przybył Bernhard Dernburg, który otrzymał zadanie zreformowania administracji kolonialnej. Nowy zarządca okazał się właściwą osobą na właściwym miejscu, gdyż Niemiecka Afryka Wschodnia stała się wzorcowym terytorium zamorskim, przynoszącym dochody, a przychylne nastawienie do wodzów lokalnych sprawiło, iż stali się oni lojalni wobec Niemców, co nabrało dużego znaczenia podczas zbliżającej się wojny.
W czasie I wojny światowej ogromną rolę odegrał dowódca niemieckich wojsk kolonialnych na tym obszarze, gen. Paul von Lettow-Vorbeck. Młody i błyskotliwy dowódca z siłami liczącymi 3 tys. Europejczyków i 11 tys. tubylców (tzw. askarysi) potrafił związać siły przeciwnika liczące 300 tys. ludzi, a dowodzone przez byłego dowódcę z czasów II wojny burskiej Jana Smutsa. Największym zwycięstwem wojsk cesarskich była bitwa pod Tangą (3–5 listopada 1914), gdzie 8-krotnie liczniejsi Brytyjczycy zostali pokonani.
Taktyka Lettowa-Vorbecka, polegająca na łączeniu wojny partyzanckiej z dalekimi rajdami na terytorium przeciwnika, okazała się skuteczna i kosztowała Brytyjczyków prawie 60 tys. ludzi. Jednak problemy z zaopatrzeniem i nieliczna armia zmusiły Vorbecka do ciągłego wycofywania się. Ostatecznie zostały przy nim skromne siły, z którymi walczył jeszcze kilka tygodni po zakończeniu wojny na terytorium Mozambiku.
Bohaterski dowódca zyskał sławę w rodzinnych Niemczech. Należy nadmienić, iż ani jeden z jego askarysów nie zdezerterował podczas długiej kampanii, co świadczy o jego znakomitych umiejętnościach dowódczych, dzięki którym potrafił sobie zaskarbić ich lojalność. Po zakończeniu wojny zostali oni nagrodzeni pensjami Republiki Weimarskiej.
W walkach w Afryce Wschodniej zasłynął także niemiecki krążownik SMS „Königsberg”, który stanowił część (wraz ze starym krążownikiem „Geier” i statkiem pomiarowym SMS „Möwe”) cesarskiej floty w tym rejonie. W trakcie dwóch wypadów korsarskich zatopił krążownik HMS Pegasus, a także statek handlowy City of Winchester (6600 BRT) oraz ostrzelał brytyjski port w Zanzibarze i francuskie radiostacje na Madagaskarze. Z powodu braku paliwa został unieruchomiony i ostatecznie zatopiony w delcie Rufidżi w 1915 przez monitory HMS Severn i HMS Mersey. Załogę i działa wcielono do armii von Lettov-Vorbecka.
Po traktacie wersalskim kolonia została podzielona pomiędzy aliantów. Belgia otrzymała terytorium Ruanda-Urundi, Portugalia tzw. trójkąt Kionga na południe od rzeki Rovuma, który został włączony do Portugalskiej Afryki Wschodniej, a z reszty utworzono brytyjską Tanganikę.

## Gubernatorzy
- 1885–1888 – Carl Peters (komisarz)
- 1888–1891 – Hermann von Wissmann (komisarz)
- 1891–1893 – Julius von Soden(inne języki)
- 1893–1895 – Friedrich von Scheele(inne języki)
- 1895–1896 – Herrmann von Wissmann
- 1896–1901 – Eduard von Liebert(inne języki)
- 1901–1906 – Gustav Adolf von Götzen
- 1906–1912 – Albrecht von Rechenberg(inne języki)
- 1912–1918 – Heinrich Albert Schnee(inne języki)